# Пушкинская улица (Сестрорецк)
Пу́шкинская у́лица — улица в городе Сестрорецке Курортного района Санкт-Петербурга. Проходит от проспекта Муромцева до дома 32 по Малой Горской улице.
Название было присвоено в 1930-х годах в честь А. С. Пушкина. Почти одновременно рядом появился Пушкинский проезд.
Для строительства КАД, которое началось в 1998 году, были снесены три дома на Пушкинской улице — 5, 7 и 9. Поэтому нумерация начинается с дома 11.

## Перекрёстки
- Проспект Муромцева
- Владимирский проспект